# Рига (дубль 1)
«Рига (дубль 1)» — художественный фильм 2017 года, снятый режиссёром и музыкантом Зигфридом в Риге по собственному сценарию. Сам Зигфрид выступил также как оператор, продюсер и композитор фильма. В саундтреке к фильму поучаствовал также французский музыкант Тома Бангальтер с техно-композицией «Riga (Take 5)».
Премьера фильма состоялась 27 ноября 2017 года на таллинском кинофестивале «Тёмные ночи» в программе «Режиссёры-бунтари» (или «Бунтари не без причины»).

## Сюжет
Действие происходит в современной Риге на протяжении несколько дней: жизненные пути нескольких персонажей сходятся и расходятся по мере их перемещения по городу.
Антон, рабочий на заводе, однажды напивается в баре и уходит оттуда с девушкой, которая настойчиво приставала к нему. Когда об этом узнаёт подруга Антона, экскурсовод Ивета, она разрывает с ним отношения и выбрасывает его вещи в Даугаву.
Две подруги, студентка художественного училища Элина и юная балерина Паулина, обсуждают родителей. Элина считает, что её мать «ненормальная», Паулина же признаётся, что никогда не видела своего отца. У Элины есть парень Никлавс, который часто просит её достать наркотики, из-за чего она задолжала наркодилеру большую сумму. Паулина выступает в оперном театре в балете «Лебединое озеро». Мать Элины — Элита, актриса театра, она одна воспитывает Элину и маленькую дочь, при этом Элина в напряжённых отношениях с матерью и предпочитает не бывать дома. Младшая сестра часто остаётся у няни.
Антон проводит время в том же баре. Туда приходит Ивета и требует отдать ей ключи от квартиры. Антон остаётся бездомным. Он просится переночевать к разным посетителям бара, в том числе к Элине, но никто не пускает его. Никлавс приходит к Элине, но застаёт дома её мать, которая предлагает ему выпить виски и потанцевать. Элина, вернувшись домой, недовольна увиденным и обвиняет и своего парня, и мать.
Паулина знакомится с 16-летним парнем, который показывает ей заброшенный дом, где Паулина надевает балетную обувь и танцует. Она влюбляется в парня и признаётся, что готова провести с ним всю жизнь. Элина же расстаётся со своим парнем и заводит дружбу с однокурсником по училищу. За Элитой ухаживает её партнёр по театру, но она не даёт волю своим чувствам. После прогулки с Элиной и Паулиной по магазинам Элита ночью встречает на улице таксиста, который просит её помочь ему найти свою дочь — он никогда не видел её, потому что работал в море, а теперь знает только, что она танцует одного из лебедей в «Лебедином озере». Ивета пытается завести роман со знакомым иностранцем, преследуя его в том числе на лекции, которую он читает студентам. Однако, видя его нерешительность, она уходит.
Антон приходит в себя за городом на берегу. Он бродит по окрестностям, пытается найти автобус в Ригу, потом выходит на взморье и идёт вдоль берега. Увидев лодки на причале, он ложится поспать в одну из них, но его выгоняет хозяин лодки. Антон просит взять его с собой, и мужчина берёт Антона в путешествие в Санкт-Петербург. Там же на взморье гуляет Паулина со своим парнем. На пирс приезжает таксист (вероятно, отец Паулины) и Элита. Идя вдоль кромки моря, таксист и Паулина проходят друг мимо друга, но потом оборачиваются и смотрят друг на друга.

## В ролях
Имена персонажей и актёров совпадают.
- Элита Клявиня — Элита, актриса
- Ивета Поле — Ивета, её дочь
- Паулина Друка — Паулина, балерина
- Элина Васка — Элина
- Антон Угрюмов — Антон, рабочий
- Петерис Кимелис — Петерис
- Густавс Криевкалнс — Густавс
- Никлавс Курпниекс — Никлавс

## Награды
- 2018 — Большой Кристап — Лучшая актриса (Элита Клявиня)[4]

## Критика
По мнению Зары Абдуллаевой, «если б вы захотели внедриться в джазовую визуальную партитуру, но не знали бы, где её найти, надо смотреть этот фильм». Критик отмечает, что в «Риге» «крошечные сюжетики возгораются, плавятся, срываются и начинаются с новой ноты, в другой тональности». Проводя параллель с фильмом «Санса», один из персонажей которого говорит «Я смотрю, как проходит жизнь», Абдуллаева заключает: «Её-то и снимает Зигфрид, соблюдая нерв формы, её лиризм, белый мрак и ослепительную ясность».
Англоязычное рижское издание CAPITAL R в обзоре лучших латышских фильмов года, посвящённом столетию Латвии, высказалось о фильме следующим образом: «Если бы этот артхаусный фильм был не таким по-французски хаотичным и слегка покороче, это размышление о повседневной жизни в Риге могло бы определённо попасть в топ-10».